# Hemidactylus robustus
Hemidactylus robustus là một loài thằn lằn trong họ Gekkonidae. Loài này được Heyden mô tả khoa học đầu tiên năm 1827.